# Aude Terray
 (décembre 2023).
Aude Terray est une écrivaine française, docteur en histoire contemporaine.

## Biographie
Aude Terray commence sa carrière comme journaliste à L’Express. Jusqu'en 2003, elle est responsable d’une campagne d’entretiens biographiques auprès d’anciens ministres et de hauts fonctionnaires au ministère des Finances.
Elle anime sur la radio Fréquence protestante deux émissions littéraires, Points de suspension et À livre ouvert.
Elle est membre du jury du prix Denis Tillinac. 

## Œuvres
- Claude Pompidou, l’incomprise, Éditions du Toucan, 2010  (ISBN 978-2810003808)[3].
- Madame Malraux, Grasset, 2013  (ISBN 978-2-246-80611-0).
- Les Derniers Jours de Drieu la Rochelle, Grasset, 2016  (ISBN 978-2246855040).
- Entre ici Jean Moulin[4], Grasset, 2019  (ISBN 978-2246819042).
- La princesse Bibesco. Frondeuse et cosmopolite, Tallandier, 2023  (ISBN 979-1021051508)[5].